# Nayo Raincock-Ekunwe
Nayo Raincock-Ekunwe (Toronto, 29 de agosto de 1991) é uma basquetebolista profissional canadense.

## Carreira
Raincock-Ekunwe integrou a Seleção Canadense de Basquetebol Feminino nos Jogos Olímpicos Rio 2016, terminando na sétima colocação.